# Dragon Ball SD
Драконівські Перли СД (англ. Dragon Ball SD) — кольорова кодомо-манґа, намальована манґакою Ооіші Нахо. Сюжет триває по оригінальної манзі «Драконівські Перли», але з деякими змінами і нової, оригінальної, Чібі рисуванням!

## Сюжет
Сон Гоку, Бульма, Курілін і інші продовжують свої пошуки Перлів Дракона в новій манзі Ооіші Нахо — Драконівські Перли СД!